# Miloš Forman
Jan Tomáš Forman (Čáslav, Checoslovaquia, 18 de febrero de 1932-Danbury, Connecticut, 13 de abril de 2018), conocido artísticamente como Miloš Forman, fue un director de cine, guionista y actor checoestadounidense. Dos de sus películas: One Flew Over the Cuckoo's Nest (1975) y Amadeus (1984), recibieron el premio Óscar a la mejor película y al mejor director. Otras de sus obras, tanto checas como estadounidenses, también fueron reconocidas con premios internacionales.
Fue una figura importante de la Nueva Ola Checoslovaca. Los estudiosos del cine y las autoridades checoslovacas vieron en su película de 1967 El baile de los bomberos una sátira mordaz del comunismo de Europa del Este. La película se proyectó inicialmente en los cines de su país en el ambiente más reformista de la Primavera de Praga. Sin embargo, más tarde fue prohibida por el gobierno comunista tras la invasión de los países del Pacto de Varsovia en 1968. Posteriormente, se vio obligado a abandonar Checoslovaquia para trasladarse a Estados Unidos, donde continuó haciendo películas. 

## Biografía
Hijo de padres luteranos, a temprana edad quedó huérfano, después de que su madre muriera en el campo de concentración de Auschwitz en 1943 y su padre en Buchenwald en 1944, donde estuvo arrestado por distribuir libros prohibidos por el nazismo. Durante la Segunda Guerra Mundial, vivió con parientes y luego descubrió que su padre biológico era un arquitecto judío. Después de la guerra, asistió a la escuela pública Krále Jiřího en la ciudad de Podebrady, donde sus compañeros de estudios fueron el dramaturgo y presidente Václav Havel y el cineasta polaco Jerzy Skolimowski. También son amigos de la época Ivan Passer, colaborador de sus películas checas, y el gran director de fotografía Miroslav Ondrícek, al que conoció gracias a Passer.
Sus primeros pasos profesionales en el cine fueron como guionista, en 1955 coescribe para Martin Frič Nechte to na mne, y en 1958 hace lo mismo con Ivo Novák en Stenata, donde actúa Jana Brejchová, con la que se casa ese año, aunque el matrimonio se romperá en 1962.
Posteriormente, estudió dirección cinematográfica en la Escuela de Cine de Praga, donde uno de sus maestros fue Otakar Vávra. 
Continúa haciendo un cine pegado a la realidad con Pedro, el negro (1964). Ese año es su segundo matrimonio, con otra actriz, Vera Kresadlová, con la que tendrá dos hijos gemelos, y con la que permanecerá hasta 1999. Curiosamente el tercer matrimonio del director checo, con una Martina Forman ajena al mundo del cine, le dio otro par de hijos gemelos.

## Trayectoria
Dirigió varias comedias checas en Checoslovaquia. Los amores de una rubia (1965) y ¡Al fuego, bomberos! (1967). Ambas cintas fueron nominadas al Óscar a la mejor película en lengua no inglesa, lo que le posibilitó emprender la aventura americana.
Cuando la URSS y sus aliados del Pacto de Varsovia invadieron el país en 1968 para poner fin a lo que se llamó la Primavera de Praga, se encontraba en París negociando la producción de su primera película americana. El estudio checo para el que trabajaba lo despidió, alegando que había salido del país ilegalmente. Se trasladó entonces a Nueva York, donde se convirtió en profesor de cine en la Universidad de Columbia y codirector (junto con František Daniel) de la división de cine de Columbia. Uno de sus protegidos fue el futuro director James Mangold.
A pesar de las dificultades iniciales, empezó a dirigir en su nuevo país y alcanzó notable éxito en 1975 con la adaptación de la novela de Ken Kesey One Flew Over the Cuckoo's Nest (en España, Alguien voló sobre el nido del cuco; en Hispanoamérica, Atrapado sin salida) que ganó cinco Premios de la academia, incluyendo el de mejor dirección. En 1977, se nacionalizó ciudadano estadounidense. Otro éxito notable fue la película Amadeus, que ganó ocho Premios de la academia.
En 1997 recibió el Globo de Cristal por su contribución al mundo del cine en el Festival de Karlovy Vary.

### Proyectos inacabados
A finales de la década de 1950, en colaboración con Josef Škvorecký empezó a adaptar para la pantalla el relato corto de Škvorecký Eine kleine Jazzmusik. El guion, titulado Kapela to vyhrála (La banda lo ganó), cuenta la historia de una banda de jazz de estudiantes durante la Ocupación alemana de Checoslovaquia. El guion se presentó al estudio Barrandov Film Studios, que exigió cambios y ambos artistas continuaron reescribiéndolo. Justo antes de que la película comenzara a rodarse, todo el proyecto se desechó por completo, muy probablemente debido a la intervención de personas de la cúpula política, ya que Škvorecký acababa de publicar su novela Los cobardes, muy criticada por los políticos comunistas. La historia Eine kleine Jazzmusik fue dramatizada como telefilme en la década de 1990. En la primavera y el verano de 1968, ambos cooperaron de nuevo escribiendo conjuntamente la sinopsis de un guion para realizar una versión cinematográfica de Los cobardes. Después de que Škvorecký huyera de la invasión del Pacto de Varsovia, la sinopsis se tradujo al inglés, pero no se rodó ninguna película.
A mediados de los sesenta, junto con Passer y Papoušek,  trabajó en un guion sobre un soldado que vivía en secreto en el palacio de Lucerna, en Praga. Se atascaron en su escritura y acudieron al baile de los bomberos de un pueblo. Inspirados por la experiencia, decidieron cancelar el guion y escribir en su lugar ¡Al fuego, bomberos!.
A principios de la década de 1970, trabajó en un guion con Thomas Berger basado en su novela Partes vitales.
A principios de la década de 1990, coescribió un guion con Adam Davidson, titulado Hell Camp, trataba sobre una relación amorosa entre estadounidenses y japoneses en el mundo de los luchadores de sumo. La película iba a ser financiada por TriStar Pictures, y fue cancelada sólo cuatro días antes del rodaje debido a la desaprobación de la Asociación Japonesa de Sumo, mientras Forman  se negaba a hacer los cambios solicitados por la asociación.
Fue elegido por el guionista y productor Michael Crichton para dirigir Disclosure (1994), pero posteriormente abandonó el proyecto por diferencias creativas con este.
En 1995, se anunció que dirigiría un remake de Dodsworth (1936) para Warner Bros protagonizado por Harrison Ford, a partir de un guion de Alfred Uhry.Sin embargo, se pospuso a raíz de una lesión de Forman.
Hacia el año 2000, estaba en conversaciones para dirigir una película sobre los primeros años de la vida de Howard Hughes con guion de Scott Alexander y Larry Karaszewski, y Edward Norton en el papel del excéntrico joven multimillonario.
Alrededor de 2001 se disponía a dirigir y coescribir, junto con Doug Wright, el guion de la comedia policíaca Malas noticias, adaptación de la novela de Donald E. Westlake. El proyecto nunca llegó a materializarse.
A principios de la década de 2000 desarrolló un proyecto cinematográfico que se titularía Embers, adaptado por Jean-Claude Carrière de la novela del novelista húngaro Sándor Márai. La película trataba de dos hombres del antiguo Austria-Hungría Imperio de distinta extracción social que se hacen amigos en la escuela militar y se reencuentran cuarenta y un años después. Contó en el reparto con Sean Connery y Klaus Maria Brandauer, así como con Winona Ryder. Varios meses antes del rodaje, Sean Connery y el productor italiano tuvieron un desacuerdo, y el actor se retiró del proyecto. Forman estaba tan convencido de que Sean Connery encajaba en el papel que no quiso rodar la película sin él y canceló el proyecto unos días antes de que comenzara el rodaje.
A finales de la década de 2000, junto con Jean-Claude Carriere y Václav Havel (expresidente checo y escritor, que había estudiado en su misma escuela) escribió el guion de El fantasma de Múnich, inspirado en la novela del novelista francés Georges-Marc Benamou. La historia se acerca a los acontecimientos que rodearon el Acuerdo de Múnich. El papel del primer ministro francés Édouard Daladier iba a ser interpretado por el actor francés Mathieu Amalric, mientras que Gérard Depardieu interpretaría a su personaje de mayor edad. Sin embargo, la productora Pathé no pudo financiar el proyecto.

## Filmografía

### Cine
| Año  | Título                          |
| ---- | ------------------------------- |
| 1963 | Audition                        |
| 1964 | Pedro el negro                  |
| 1965 | Los amores de una rubia         |
| 1967 | ¡Al fuego, bomberos!            |
| 1971 | Taking Off                      |
| 1971 | I Miss Sonia Henie              |
| 1973 | Visions of Eight                |
| 1975 | One Flew Over the Cuckoo's Nest |
| 1979 | Hair                            |
| 1981 | Ragtime                         |
| 1984 | Amadeus                         |
| 1989 | Valmont                         |
| 1996 | The People vs. Larry Flynt      |
| 1999 | Man on the Moon                 |
| 2006 | Los fantasmas de Goya           |
| 2009 | Un paseo bien pagado            |

## Premios y distinciones
Premios Óscar
| Año  | Categoría                          | Película                        | Resultado |
| ---- | ---------------------------------- | ------------------------------- | --------- |
| 1967 | Mejor película de habla no inglesa | Los amores de una rubia         | Nominado  |
| 1969 | Mejor película de habla no inglesa | ¡Al fuego, bomberos!            | Nominado  |
| 1976 | Mejor director                     | One Flew Over the Cuckoo's Nest | Ganador   |
| 1985 | Mejor director                     | Amadeus                         | Ganador   |
| 1997 | Mejor director                     | The People vs. Larry Flint      | Nominado  |

Globos de Oro
| Año  | Categoría      | Película                        | Resultado |
| ---- | -------------- | ------------------------------- | --------- |
| 1975 | Mejor director | One Flew Over the Cuckoo's Nest | Ganador   |
| 1981 | Mejor director | Ragtime                         | Nominado  |
| 1984 | Mejor director | Amadeus                         | Ganador   |
| 1996 | Mejor director | The People vs. Larry Flint      | Ganador   |

Festival Internacional de Cine de Cannes
| Año  | Categoría              | Película   | Resultado |
| ---- | ---------------------- | ---------- | --------- |
| 1971 | Gran Premio del Jurado | Taking Off | Ganador   |